# 芒省

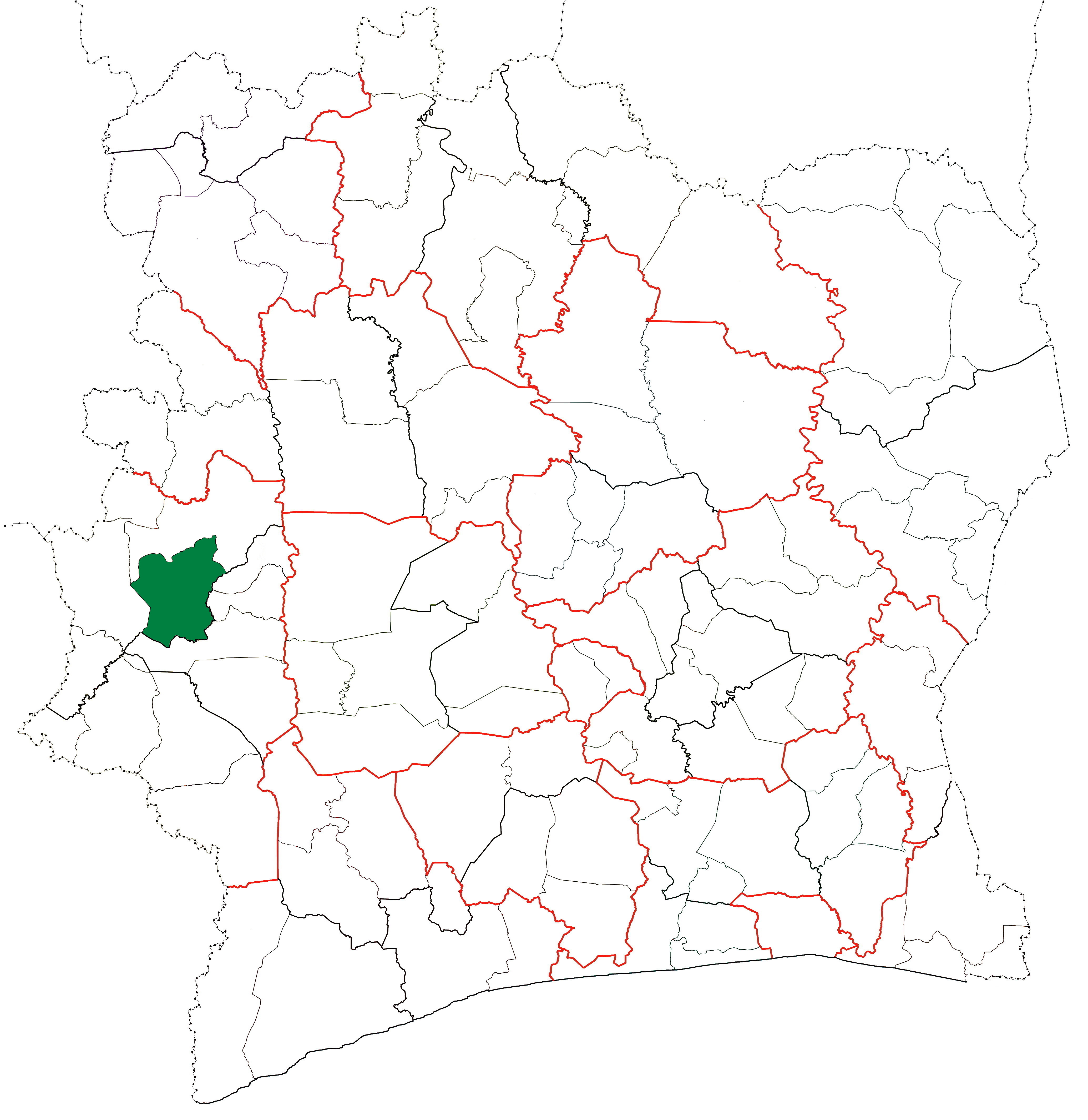

7°24′N 7°33′W / 7.400°N 7.550°W
芒省（法語：Département de Man），是科特迪瓦的省份，位於該國西部山地區，由通克皮大區負責管轄，首府設於马恩，西面是達納內省，成立於1969年，2014年該省份人口334,166。